# Мезерару
Мезерару (рум. Măzăraru) — село у повіті Вилча в Румунії. Входить до складу комуни Ніколає-Белческу.
Село розташоване на відстані 147 км на північний захід від Бухареста, 11 км на південь від Римніку-Вилчі, 88 км на північний схід від Крайови, 118 км на південний захід від Брашова.

## Населення
За даними перепису населення 2002 року у селі проживали 54 особи, усі — румуни. Усі жителі села рідною мовою назвали румунську.